# Porcellanola ayutthaya
Porcellanola ayutthaya is een vlinder uit de familie visstaartjes (Nolidae). De wetenschappelijke naam van de soort is voor het eerst geldig gepubliceerd in 2010 door Gyula M. László, Gábor Ronkay & Thomas Joseph Witt.

## Type
- holotype: "male. 26.I.2004. leg. A. Szabo. genitalia slide No. LGN 1039 = W 7288"
- instituut: MWM, München, Duitsland
- typelocatie: "Thailand, Changwat Chiang Mai, 4 km SE of Pang Faen, 1100 m"